# L'Oiseau bleu (film, 1976)
Pour les autres adaptations cinématographiques de L'Oiseau bleu, voir L'Oiseau bleu (film).
Pour plus de détails, voir Fiche technique et Distribution.
L'Oiseau bleu (titre original : The Blue Bird ; titre en russe : Синяя птица) est un film soviéto-américain réalisé par George Cukor, sorti en 1976.

## Synopsis
Tyltyl et Mytyl sont deux enfants de bûcherons fort pauvres. Une fée vient leur demander de l'aide pour retrouver l'oiseau bleu. Les enfants vont découvrir le monde différemment grâce à un diamant.

## Fiche technique
- Titre : L'Oiseau bleu
- Titre original : The Blue Bird
- Titre russe : Синяя птица
- Réalisation : George Cukor
- Scénario : Alfred Hayes, Hugh Whitemore et Alexeï Kapler, d'après la pièce L'Oiseau bleu de Maurice Maeterlinck
- Production : Paul Maslansky
- Société de production : Twentieth Century Fox
- Musique : Irwin Kostal et Andreï Petrov
- Chorégraphie : Igor Belsky et Leonid Jakobson
- Photographie : Jonas Gritsius et Freddie Young
- Montage : Stanford C. Allen, Tatyana Shapiro, Carl Kress (non crédité) et Ernest Walter (non crédité)
- Direction artistique : Valeri Yurkevich
- Décors : Brian Wildsmith
- Costumes : Marina Azizyan et Edith Head
- Maquillage : Tom Smith
- Scripte : Lucie Lichtig
- Pays de production : États-Unis,  Union soviétique
- Format : Couleurs (DeLuxe) - Son : Mono
- Genre : Film fantastique
- Durée : 99 minutes
- Date de sortie :
  - États-Unis : 5 avril 1976

## Distribution
- Elizabeth Taylor (VF : Paule Emanuele) : La mère/la sorcière/la lumière/l'amour maternel
- Jane Fonda (VF : Ginette Pigeon) : Nuit

- Ava Gardner : Luxure
- Cicely Tyson : Tylette, la chatte
- Robert Morley : Père Temps
- Harry Andrews : le chêne
- Todd Lookinland : Tyltyl
- Patsy Kensit : Mytyl
- Will Geer : Grand-père
- Mona Washbourne : Grand-mère
- George Cole : Tylo, le chien
- Margarita Terekhova : Lait
- Oleg Popov : le clown
- Nadezhda Pavlova : l'oiseau bleu